# Agora

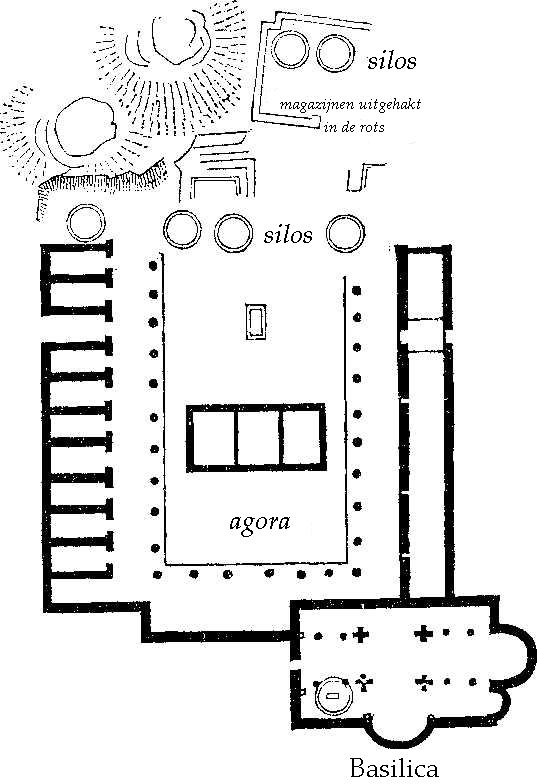
De agora van Antiphellos (Lycië)

Agora (Oudgrieks: ἀγορά) was de marktplaats en het hart van een polis in Hellas, zoals de Agora van Athene in de 5e eeuw v.Chr. (cf. forum te Rome).
Het was de plek waar het sociale leven zich afspeelde, en had daarvoor verschillende functies: een politieke, een sociale en een commerciële. Het woord agora betekent verzamelplaats. De agora was in eerste instantie een ontmoetings- en vergaderplaats voor de vrije burgers (mannen, want het werk werd in de regel door de vrouwen en de slaven gedaan). Oorspronkelijk kwam hier ook de ekklèsia, Volksvergadering bijeen. Daarnaast werd de agora gebruikt als marktplaats en als plek waar men zich kon ontspannen. Om de agora stonden bovendien vaak tempels die gewijd waren aan allerlei, hoofdzakelijk populaire, goden.
Zo was de Atheense agora het ontmoetingspunt voor alle Atheense mannen, die zich op het plein of in de schaduw van de stoai (zuilenhallen) overgaven aan hun favoriete bezigheid: de conversatie. Hier kwam men om de laatste nieuwtjes te horen, en om zich te laten "onderwijzen" door allerlei filosofen. Door de groei van Athene kreeg elke functie een geëigende plaats toegewezen, de plenaire zittingen van de Volksvergadering verhuisden naar de Pnyx, maar het grootste deel van de openbare gebouwen op de Agora bleef in gebruik.